# عمود وشاح

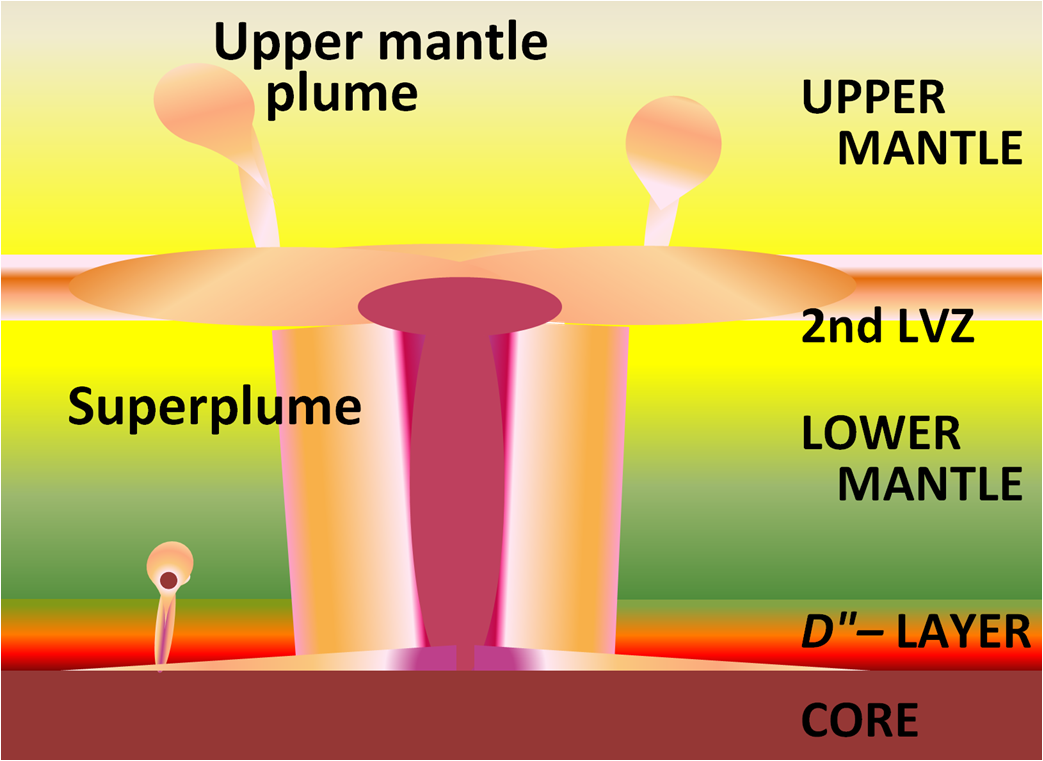

عمود الوشاح (بالإنجليزية: Mantle plume)‏، هو عبارة عن موجة صخرية من الصخور الساخنة غير العادية داخل وشاح الأرض، طرح المصطلح لأول مرة جون توزو ويلسون في عام 1963. وبما أن رؤوس أعمدة الوشاح يمكن أن تذوب جزئياً عندما تصل إلى الأعماق الضحلة، فغالباً ما يتم التذرع بها كسبب للبؤر البركانية، مثل هاواي أو آيسلندا.
إن تأثير أعمدة الوشاح على سطح الأرض أبعد ما يكون عن البساطة، إذ يُعتَـقَد أن للأعمدة شكلًا متماثلًا ينشئ ارتفاعًا دائرياً للسطح بمجرد مساسه بصفيحة الغلاف الصخري. وعمود هاواي يُظهِر أن الوضع قد يكون أكثر تعقيدًا، حيث تضافرت عوامل عدة لتخريب التماثل المتوقع في السطح، منها حركة أفقية للصفيحة، وربما قناة مائلة للعمود، مع حمل حراري على نطاق صغير في الوشاح الأعلى، وعدم تجانس في الصفيحة التي فوقه.